# Fiú 85 kg-os súlyemelés a 2010. évi nyári ifjúsági olimpiai játékokon
A 2010. évi nyári ifjúsági olimpiai játékokon a súlyemelés fiú 85 kg-os versenyszámát augusztus 18-án 18:00-kor rendezték meg a Toa Payoh Sports Hallban. A résztvevők legfeljebb 85 kg-os testtömeggel indulhattak.
A végeredménynél összeadódott az emelő legjobb szakítás és lökés eredménye. A versenyzőknek fogásnemenként három gyakorlat állt rendelkezésükre; az emelés eredménye a legnehezebb sikeresen felemelt súly volt.

## Eredmények
Az eredmények kilogrammban értendők.

### Végeredmény
| H     | Név                | Nemzet                 | Cs | Súly  | Szakítás | Szakítás | Szakítás | Szakítás | Lökés | Lökés | Lökés | Lökés | Össz. |
| H     | Név                | Nemzet                 | Cs | Súly  | 1        | 2        | 3        | E        | 1     | 2     | 3     | E     | Össz. |
| ----- | ------------------ | ---------------------- | -- | ----- | -------- | -------- | -------- | -------- | ----- | ----- | ----- | ----- | ----- |
| Arany | Georgi Shikov      | Bulgária (BUL)         | A  | 84,34 | 142      | 148      | 152      | 152      | 175   | 180   | 183   | 183   | 335   |
| Ezüst | Alexey Kosov       | Oroszország (RUS)      | A  | 81,32 | 150      | 150      | 154      | 154      | 175   | 180   | 180   | 180   | 334   |
| Bronz | Kostyantyn Reva    | Ukrajna (UKR)          | A  | 84,68 | 140      | 140      | 145      | 145      | 170   | 175   | 191   | 175   | 320   |
| 4.    | Aliaksandr Venskel | Fehéroroszország (BLR) | A  | 83,88 | 130      | 137      | 141      | 137      | 160   | 170   | 176   | 170   | 307   |
| 5.    | Jose Miguel Velez  | Kolumbia (COL)         | A  | 84,28 | 125      | 125      | 130      | 130      | 152   | 166   | 166   | 152   | 282   |
| 6.    | Christopher Pavon  | Honduras (HON)         | A  | 84,53 | 120      | 125      | 126      | 120      | 151   | 155   | 161   | 155   | 275   |
| 7.    | Saumaleto Fa'agu   | Amerikai Szamoa (ASA)  | A  | 83,37 | 90       | 95       | 100      | 95       | 110   | 115   | 120   | 115   | 210   |
| 8.    | Mavrick Faustino   | Palau (PLW)            | A  | 79,39 | 80       | 85       | 90       | 90       | 100   | 107   | 110   | 110   | 200   |
| 9.    | Irfan Butt         | Pakisztán (PAK)        | A  | 84,30 | 81       | 86       | 91       | 91       | 95    | 105   | 108   | 108   | 199   |

## Fordítás
Ez a szócikk részben vagy egészben  a   Weightlifting at the 2010 Summer Youth Olympics – Boys' 85 kg című angol Wikipédia-szócikk fordításán alapul.  Az eredeti cikk szerkesztőit annak laptörténete sorolja fel. Ez a jelzés csupán a megfogalmazás eredetét és a szerzői jogokat jelzi, nem szolgál a cikkben szereplő információk forrásmegjelöléseként.